# Terminalia clemensae
Terminalia clemensae är en tvåhjärtbladig växtart som beskrevs av Arthur Wallis Exell. Terminalia clemensae ingår i släktet Terminalia och familjen Combretaceae. Inga underarter finns listade i Catalogue of Life.